# Érase una vez... (película)
Érase una vez... es una película de animación española dirigida por Alejandro Cirici-Pellicer basada en el personaje de  Cenicienta, si bien no pudo tener dicho título debido a que ese mismo año se realizó la versión de Disney. Es considerada por algunos autores como la Cenicienta de Escobar al disponer de libertad a la hora de redactar el guion y participar en la creación de todos los personajes a excepción de Cenicienta y el príncipe. 

## Sinopsis
Un conde y su joven hija viven en el castillo de Aubanel. La condesa, bella y bondadosa, es respetada y amada por todos los seres que rondan en la vivienda. No obstante, tras quedar huérfana de madre, llega al castillo su nueva madrastra, acompañada de sus dos hijas y su sirviente. La condesa, quien tomará el nombre de Cenicienta, debe afrontarse a los maltratos de su nueva familia al marchar su padre de viaje. Los vasallos intentarán acudir a su ayuda al vestirse de fantasmas y al buscar una poción mágica para ahuyentar a los no bienvenidos. Sin embargo, será su madrina mágica la que, por una noche, le permitirá contactar con un mundo de ensueños y, a su vez, enamorarse de un príncipe.

## Producción
Tras la disolución de Dibujos Chamartín, los hermanos Baguñá crean junto a Josep Benet un nuevo estudio para realizar largometrajes de animación en color, empresa a la que se unirían los antiguos trabajadores de Dibujos Chamartín. Su primer proyecto fue la adaptación de la obra de Charles Perrault Cendrillon ou La petite pantoufle de vair. Pero coincidieron con la versión de Disney, y, según explicó Benet, Disney registró antes el proyecto que ellos y no les permitió usar el mismo título ni otro que guardase ningún parecido, lo que les obligó a cambiarlo por Érase una vez....
El director elegido para llevar a cabo el proyecto fue Alejandro Cirici-Pellicer: Benet lo eligió debido a su formación artística, ya que había estudiado arqueología e historia del arte (lo que hizo que fuese elegido también como director artístico), además de ser un prestigioso crítico. Mientras que el director de animación fue José Escobar, creador de Carpanta y Zipi y Zape e inventor del Cine Skob, que tenía una experiencia en el campo de la animación. Ambos directores también se encargaron del guion.
La realización comienza el 1 de marzo de 1949 con un total de 97 empleados: en el guion primero fue escrita la parte seria, y, una vez finalizada, se le entregó a Escobar para que realizase la parte cómica teniendo total libertad en la escritura e incorporando pasajes no existentes en la obra de Perrault. Tras finalizar el guion, los productores le dijeron a Escobar que realizase los primeros bocetos de la película sobre la base de una historia situada en el siglo XVIII, pero el resultado de los mismos no les gustó y Cirici propuso situarla en el Renacimiento, una época que les permitiría lucirse. Los bocetos fueron realizados por Escobar y Cirici en colaboración con Enrique Ferrán, Cirici indicó todo lo que debían llevar los decorados, que pasarían a la sección de Ferrán, que estaba formada por el propio Ferrán junto con Melchor Niubó y Enrique Sanchís entre otros, quienes se encargarían de ejecutarlos.
Para la ambientación se fijaron en escultura del Quattrocento y pinturas luminosas de la época, y, a nivel arquitectónico, en obras catalanas y obras quatrocentistas. Escobar pidió no realizar los personajes de Cenicienta y el príncipe al ser similares a la realidad, por lo que Cirici decidió encomendar esta tarea a Juan Ferrándiz que contó con la aprobación del propio Escobar. Si bien Escobar participó en la realización de los demás personajes además de crear algunos nuevos como el gato Ulises, el perro Chao o Scariot, el encargado de los efectos de animación fue Federico Sevillano.
La música fue realizada por Rafael Ferrer-Fitó en la que intervinieron Esbart Verdaguer, la orquesta sinfónica de Radio Nacional de España en Barcelona, cobla Barcelona, cobla Mollins y orquesta de jazz además de varios conjuntos musicales.

## Recepción
Su estreno tuvo lugar el 18 de diciembre de 1950 en los cines Publi de Barcelona, y tres días después en los Actualidades de Madrid. Su coincidencia con el estreno de la película estadounidense La Cenicienta hizo que los críticos de la época comparasen ambas películas, viendo un mejor nivel técnico en la obra de Disney pero pareciéndoles que a nivel de ambientación y vestuario era superior la película española. Érase una vez...  consiguió una mención de honor en la XI Mostra Cinematográfica della Biennale de Venecia y fue declarada de interés nacional por el Sindicato Nacional del Espectáculo. A pesar de ello no contó con el apoyo del público: al no conseguirse los resultados de taquilla esperados, se canceló el segundo proyecto de la productora, llamado Viaje fantástico, y el equipo formado se disolvió poco después.

## Restauración
Tras la Muestra de Venecia, la película Érase una vez... quedó supeditada al paso del tiempo y el deterioro que éste conlleva. Sin embargo, en el centenario del cine se escogió este filme como uno de los 100 mejores del cine español y, en consecuencia, la Filmoteca de Catalunya empezó su proceso de recuperación y restauración, liderado por Luciano Berriatúa, investigador y restaurador, la productora La Bestia Produce y Rosa Cardona (conservadora en la Filmoteca), con el apoyo del Centro de Conservación y Restauración de la propia Filmoteca.
La restauración fue un procedimiento largo y complejo para aquellos que la llevaron a cabo. La dificultad de realizar copias a color, la prohibición del soporte nitrato de celulosa y la ya mencionada coincidencia histórica con el estreno de Disney desencadenaron la pérdida de los escasos materiales, negativos y copias de 35mm coloreados existentes. Sólo se conservaban materiales de 16mm en blanco y negro, obtenidas en los años 1960 de poca calidad fotográfica debido a las lesiones por las numerosas proyecciones a las que han sido sometidas. De esta forma, se tuvo que escanear cada fotograma con overscan para conservar también la banda de sonido.
La conservación de la banda sonora, conseguida a partir del mismo celuloide de 16mm, estuvo formada por dos etapas: la transcodificación y la reducción máxima de ruido sin alterar la música original.
Durante el desarrollo de la restauración, fueron hallados y adquiridos algunos de los fotogramas originales del filme. Este evento, junto a álbumes y dibujos sobre el largometraje que también se mantienen, permitió redirigir el proyecto hacia una inserción de color más coherente con la versión original. La búsqueda y recuperación de estos colores supuso un proceso de siete años realizado por Isabel Benavides y Luciano Berriatúa.
Por último, la renovación de Érase una vez... duró un total de ocho años: del 2014 al 2022. Félix Tusell, nieto del productor y heredero de Estela Films, ayudó en la comercialización y divulgación por circuitos culturales. Su recuperación se celebró proyectando la versión rehabilitada en el Festival Internacional de Cine de San Sebastián de 2022. Además, también tuvo un pase especial en la Filmoteca de Cataluña el día 27 de octubre de 2022 (Día Mundial del Patrimonio Cinematográfico).